# ريتشارد أرمور
ريتشارد أرمور (بالإنجليزية: Richard Armour)‏ هو كاتب وشاعر أمريكي، ولد في 15 يوليو 1906، وتوفي في 28 فبراير 1989.

## وصلات خارجية
- ريتشارد أرمور على موقع إن إن دي بي (الإنجليزية)